# 胶州卫矛
胶州卫矛（学名：Euonymus kiautschovicus）是卫矛科卫矛属的植物，为中国的特有植物。分布于中国大陆的山东等地，生长于海拔40米至1,500米的地区，多生在较低海拔的山坡、平地及路旁，目前尚未由人工引种栽培。